# Shadi Amin
Shadi Amin (em persa: شادی امین; nascida em 1964) é uma escritora e ativista iraniana. Ela foi forçada a deixar o Irã no início de 1980 por causa de suas atividades políticas. Amin vive exilada na Alemanha.

## Biografia
Antes de deixar o Irã, Shadi Amin teve que esconder sua sexualidade em público, embora tivesse liberdade para se expressar em sua própria família. Shadi Amin foi politicamente ativa a partir de 1979, quando tinha apenas 14 anos: ela era contra o governo do líder religioso Ruhollah Khomeini. Eventualmente, ela teve que fugir em 1983, viajando para o Paquistão, passando por Istambul, na Turquia, e por Berlim para se estabelecer em Frankfurt, na Alemanha.
Ela pesquisou a discriminação de gênero, a opressão sistemática contra as mulheres e o estado de mulheres homossexuais e transexuais na República Islâmica do Irã, publicando um livro com suas descobertas intitulado Gender X. Uma síntese em inglês de suas descobertas escrita por Raha Bahreini também foi publicada, intitulada Diagnosing Identities, Wounding Bodies. Shadi Amin estudou pessoas LGBT na Turquia e descreve o país como um lugar onde as pessoas do Irã podem prontamente buscar asilo político.
Ela é membro fundadora da Associação da Rede de Mulheres Iranianas (SHABAKEH) e atualmente é uma das coordenadoras da Rede Lésbica Iraniana (6Rang). Como coordenadora do 6Rang, ela comenta as recomendações das Nações Unidas para os direitos humanos no Irã. Ela também é co-fundadora da organização Justice for Iran.

## Atividades e publicações
Em 2000, Shadi Amin organizou um protesto contra a reação conservadora que ocorria no Estado Islâmico no Irã em uma conferência em Berlim, na Alemanha. Como membro da Berlin Exiled Women of Iran Against Fundamentalism (BEWIAF), ela pediu para abrir a conferência com um momento de silêncio para as vítimas da República Islâmica, enquanto outras membros da BEWIAF abriram "os xadores pretos que usavam, e dentro deles estavam escritos slogans contra a reunião e a República Islâmica." O ato levou vários membros da platéia a tentar impedir as manifestantes e a polícia foi chamada.
Em 2009, Shadi Amin ganhou o Prêmio Hammed Shahidian Critical Feminist Paper Award, juntamente com Golrokh Jahangiri. O prêmio foi criado em memória da estudiosa feminista iraniana e professora Hammed Shahidian, da Universidade de Toronto, do Canadá, e é usado para conceder fundos para estudos críticos sobre mulheres do Oriente Médio. Shadi Amin usou seu prêmio para pesquisar prisioneiras políticas no Irã na década de 1980 e estudar estupro e abuso sexual, que ela apresentou no seminário The Political Prisoners, Beyond the Wall, the Word realizado em Toronto em 2011. Em 2012, Shadi Amin fez parte de um painel com a Anistia Internacional, falando em evento antes do Dia Internacional Contra a Homofobia, Bifobia e Transfobia (IDAHO). Em 2013, ela participou do Orgulho Gay da Turquia, pois era o local mais próximo do Irã, onde um evento do Orgulho foi realizado.
No Istanbul Pride de 2014, Shadi Amin participou de um painel com o 6Rang, em que ela e outros discutiram mudanças de sexo forçadas que ocorreram no Irã. Em 2014, no Orgulho de Estocolmo, na Suécia, ela e Raha Bahreini falaram sobre as violações de direitos humanos contra pessoas LGBTQ no Irã. Ela foi citada pelo The Guardian, dizendo: "Em uma sociedade democrática, uma operação de mudança de sexo é uma opção para os transexuais, mas no Irã é uma obrigação para sua sobrevivência."
Sua seleção e tradução dos artigos de Adrienne Rich e Audre Lorde foram publicadas em um livro intitulado Ghodrat va Lezzat (Poder e Alegria), que é um dos poucos recursos persas sobre heteronormatividade compulsória e existência lésbica. Ela é a co-autora de Crime and Impunity; Tortura Sexual de Mulheres em Prisões Islâmicas. Shadi Amin pesquisou, fez trabalho de campo e forneceu revisão de literatura para a publicação sobre violações de direitos humanos contra indivíduos LGBT no Irã, Patholigizing Identities, Paralyzing Bodies: Human rights Violations Against Gay Lesbian and Transgender People in Iran (2014).

## Trabalhos publicados
- Amīn, Shadi (2006). Qudrat va laz̲z̲at : Maqālāt-i barguzidah-i Adriyan Rich, Odri Lurd (em persa) Chāp-i 1. ed. Kuln: Āidā. ISBN 978-398-0-91128-3. OCLC 173806928
- Amin, Shadi; Sadr, Shadi (2012). Crime and Impunity: Sexual Torture of Women in Islamic Republic Prisons. Germany: Aida Book. ISBN 978-394-4-19190-4
- Bahreini, Raha (junho de 2014). Pathologizing Identities, Paralyzing Bodies (PDF) (Relatório). Justice for Iran and Iranian Lesbian and Transgender Network (6Rang)
- Amin, Shadi (2015). Gender X. [S.l.: s.n.][5]

## Filmes documentários
- 1995 - Conferência de Pequim e Mulheres Exiladas.
- 2000 - Exilopposition und Berliner Konferenz.
- 2012 - Noites sem fim de mulheres prisioneiras.[22]
- 2013 - Momentos Finais.[23]

## Prêmios
- 2009 - Prêmio Hammed Shahidian Critical Feminist Paper.[13]
- 2014 - Seu documentário "Momentos Finais" foi vice-campeão na categoria de documentário no Festival de Cinema Women's Voices Now (WVN).[24]